# Переселение индейцев

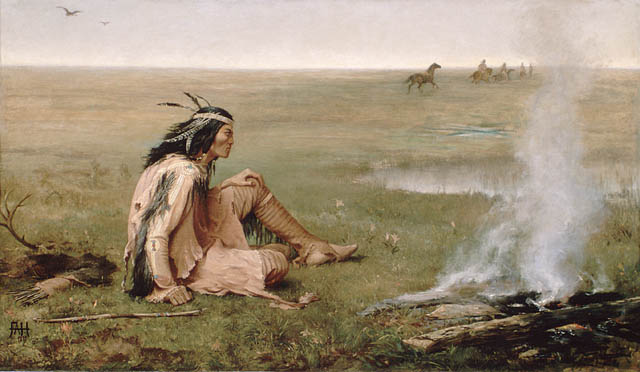
Больной индеец, оставленный в прерии на смерть своими соплеменниками. Худ. Франсис Анна Хопкинс (1872)

Переселение индейцев — проводившаяся в XIX веке правительством США политика этнических чисток в отношении коренных народов, переселение индейских племен из юго-восточных штатов на Индейскую территорию западнее реки Миссисипи.

## Предпосылки
Во времена президентства Томаса Джефферсона, позиция американского правительства состояла в том, чтобы позволить индейским племенам остаться на их землях восточнее Миссисипи, в том случае если они согласны будут «цивилизоваться». Джефферсон полагал, что консолидация индейских племен на Великих Равнинах убережёт их от разрушительного контакта с европейской цивилизацией, а также не даст белым поселенцам рассеяться слишком широко. В начале XIX века миссионер-баптист Айзек Маккой даже выступил с идеей создания отдельного индейского штата на Великих Равнинах, где индейцев можно было бы обучить принципам христианства и европейской цивилизации, — но в Конгрессе его идею не пожелали рассмотреть всерьёз.
Однако, рост населения США, развитие городов, транспортной системы и коммерции в первые десятилетия после Войны за независимость требовали активного развития сельского хозяйства. Власти США добивались заключения с племенами договоров о выкупе земли. Еще в начале XIX века возникла идея «земельного обмена», то есть обмена индейских земель на юго-востоке США на дикие территории западнее Миссисипи. Впервые с этой идеей выступил Джефферсон в 1803 году; первые договоры были заключены в 1817 г., когда чероки согласились уступить два больших участка земли на востоке в обмен на участки равной площади на территории современного штата Арканзас, за чем последовали другие договоры подобного рода.
В 1823 году Верховный суд США, разбирая земельные споры, в ряде своих решений выработал так называемую Доктрину открытия, согласно которой открытые европейскими колонизаторами «незанятые» земли Америки законно принадлежат их «первооткрывателям», а коренные американцы утратили право на независимость и могут лишь занимать эти земли в качестве арендаторов. «Бог не указал бы англичанам пути к Новому Свету, если бы он не намеревался отдать его им во владение». Таким образом отъём земли у коренных народов получил "законное" обоснование.
Практика вытеснения индейцев продолжалась в течение нескольких десятилетий, однако окончательно оформилась в официальную политику государства при президентах-демократах Джексоне и Ван Бюрене (1830-40-е годы). Джексон и его сторонники, видевшие в индейских племенах помеху на пути цивилизации, выступали за переселение индейцев с богатого Юго-Востока США на дикие земли Великих Равнин. Итогом стало принятие в 1830 году Закона о переселении индейцев, после которого процесс вытеснения индейцев ускорился.
Формально переселению подлежали только индейцы, желавшие сохранить племенное самоуправление. Индейцы, которые были согласны принять гражданство США, могли остаться. Однако, эти индейцы подвергались дискриминации и жёсткому давлению со стороны местного белого населения. Процесс выдавливания индейцев с Востока США продолжался вплоть до начала XX века.

## Ход переселения
Согласно закону, президент получал право на заключение договоров с индейцами о земельном обмене, кроме того, Конгресс США выделил ассигнования на покрытие расходов и защиту индейских племён во время и после переселения. В результате, более 100 000 индейцев переселились на запад, главным образом на так называемую Индейскую Территорию в современном штате Оклахома. За восемь лет президентства Джексона было выкуплено 100 миллионов акров (40 миллионов га) земли на сумму около 68 миллионов долларов.
Однако, в действительности, процесс проходил не так гладко, как то выглядело на бумаге. Хотя переселение декларировалось как добровольное, оставшиеся должны были подчиниться федеральным законам, которые уничтожали их племенные и личные права, и подвергнуться бесконечным притеснениям со стороны белых поселенцев. Широко использовалась практика давления и подкупов, чтобы принудить вождей к подписанию земельных договоров с белыми властями. Это послужило к разделению внутри самих племен. Правительство США предпочитало игнорировать тех вождей, кто сопротивлялся переселению, и иметь дело с теми, кто выступал за него.
Часто переезд на новые места проходил в ужасных условиях. Многие индейцы не имели средств на провизию и транспорт и были вынуждены идти пешком. Из-за антисанитарных условий, суровой зимы и недоедания начинались болезни, многие умирали от голода. Переселение сопровождалось разграблением имущества индейцев. Федеральные войска, которые должны были сопровождать и защищать переселенцев, из-за дезорганизации лишь увеличивали их лишения. Алексис де Токвиль, приехавший в 1831 году в США, чтобы написать книгу о тамошней демократии, был потрясён увиденным:

Невозможно вообразить ужасные страдания, сопровождающие эти вынужденные переселения. К тому моменту, когда индейцы покидают родные места, число их уже убыло, они измучены. Края, где они собираются поселиться, заняты другими племенами, которые смотрят на вновь пришедших с тревогой и подозрением. Позади у них — голод, впереди — война и повсюду — беды. […] В том году [в конце 1831 года] стояли необычайные холода… Индейцы шли с семьями, с ними были раненые, больные, новорожденные дети и близкие к смерти старики. У них не было ни палаток, ни повозок, только немного провизии и оружие. […] Думаю, что индейская раса в Северной Америке обречена на гибель, и не могу отделаться от мысли, что к тому времени, когда европейцы дойдут до Тихого океана, она уже не будет существовать.
— 

### Переселение южных племён
Переселение пяти южных племён (так называемых Пяти цивилизованных племён) получило название Дороги слёз.
| Народ    | Численность до заключения договора | Год подписания договора                 | Годы переселения | Количество добровольных и депортированных переселенцев | Количество оставшихся на юго-востоке | Количество умерших во время переселения | Количество умерших во время военных действий |
| -------- | ---------------------------------- | --------------------------------------- | ---------------- | ------------------------------------------------------ | ------------------------------------ | --------------------------------------- | -------------------------------------------- |
| Чокто    | 19554 + 6000 чёрных рабов          | Договор ручья Танцующего Кролика (1830) | 1831-1836        | 12500                                                  | 7000                                 | 2000-4000 + (холера)                    | ?                                            |
| Крики    | 22700 + 900 чёрных рабов           | Куссетский договор (1832)               | 1834-1837        | 19600                                                  | ?                                    | 3500 (от болезней после переселения)    | ?                                            |
| Чикасо   | 4914 + 1156 чёрных рабов           | Договор ручья Понтоток (1832)           | 1837-1847        | более 4000                                             | сотни                                | некоторые умерли от болезней            | ?                                            |
| Чероки   | 21500 + 2000 чёрных рабов          | Договор в Нью-Эчоте (1835)              | 1836-1838        | 20000 + 2000 рабов                                     | 1000                                 | 2000-8000                               | ?                                            |
| Семинолы | 5000 + беглые рабы                 | Договор Пейнз-Лендинг                   | 1832-1842        | 2833                                                   | 250-500                              |                                         | 700 (Вторая семинольская война)              |

Некоторые числа округлены.

#### Чокто
Чокто первыми подписали договор о переселении. Основная масса была настроена категорически против, однако пятьдесят делегатов от племени были подкуплены и по Договору ручья Танцующего Кролика, заключенному в 27 сентября 1830 года, уступили восточные территории правительству США.
Из-за антисанитарных условий и голода во время переезда чокто понесли большие потери. Суровой зимой 1830—1831 многие умерли от воспаления лёгких, летом началась эпидемия холеры, от которой люди умирали сотнями. Армия, сопровождавшая племя в дороге, превратилась из защитников в погонщиков. 6-7 тысяч человек, которые должны были тронуться в путь позднее, предпочли принять гражданство США. Однако, несмотря на попытки военного министерства защитить оставшихся, чокто оказались под давлением белых поселенцев, мошенников, виноторговцев, которые незаконно захватывали или обманом выманивали их земли и не останавливались перед прямым насилием. Выдавливание чокто из штата  Миссисипи продолжалось вплоть до начала XX века. Правительство штата приняло закон, по которому чокто запрещалось пропагандировать какие-либо взгляды на переселение. Возможно это связано с известным Прощальным письмом американскому народу вождя чокто Джорджа Харкинса.

#### Чероки
Переселить племя чероки на запад предлагал ещё президент Джефферсон в начале XIX века. Трижды группы чероки добровольно переселялись на запад, на территорию современного Арканзаса, но и там их немедленно окружали белые поселенцы, охотники и трапперы, вынуждая их переходить ещё дальше на запад. Федеральное правительство, подписавшее с ними договор в 1828 году, объявило новую территорию их «вечным домом» и дало «торжественную гарантию», что эти земли никогда не будут отняты, однако вытеснение коренных американцев продолжалось.
В послании к Конгрессу 1829 года президент Джексон посоветовал индейцам оставить земли в Джорджии и Алабаме и перебираться за Миссисипи. Тогда же законы штата Джорджия отняли у чероки их земли, ликвидировали черокское правительство. Тех, кто отговаривал соплеменников от переезда, ждало тюремное заключение. Индейцы не имели права свидетельствовать в суде против белых, искать золото на собственной земле и устраивать собрания. На протест федеральному правительству они получили совет отправляться «к заходящему солнцу», где ни одному белому не будет разрешено селиться рядом с ними. Даже когда правительство штата ввело к ним войска и начало продавать их земли, закрывать школы, уничтожать имущество, чероки предпочли ненасильственное сопротивление.
В 1834 году семьсот человек согласились отправиться на запад. 81 человек умер в пути, половина из оставшихся умерла в течение первого года после переселения, в основном от холеры и кори. В 1835 году Эндрю Джексон обратился к черокским представителям с лицемерной тирадой: «Друзья мои! Вы сами видите, что принесла вам т.н. цивилизация! Отправляйтесь на Индейскую территорию за Миссури - и там живите той жизнью, какая вам угодна!». В том же 1835 году черокскими представителями в Нью-Эчоте был подписан договор, хотя на подписание явилось всего пятьсот человек из 17 тысяч. В апреле 1838 года Мартин ван Бюрен приказал ввести войска на территорию чероки и депортировать их на запад. 1 октября 1838 года первые переселенцы пустились в Дорогу слёз, до конца которой не дошли около четырёх тысяч.

#### Крики
Крики боролись за право оставаться на своей земле с начала колонизации Америки. К 1832 году они оказались в окружении многотысячных белых поселений на небольшом участке в Алабаме. Столетний индеец по имени Пятнистая Змея так отозвался о политике президента Джексона: «Братья! Я выслушал много речей нашего великого отца. Но они всегда начинались и заканчивались одним и тем же: „Отодвиньтесь немного, вы слишком близко от меня“».
Поверив обещаниям правительства, делегаты криков подписали в Вашингтоне договор о переселении за Миссисипи, однако в течение нескольких дней правительство США нарушило договор. Маскоги отказались идти на запад. Начались набеги голодающих индейцев на фермы белых, а местное ополчение под этим предлогом атаковало индейские поселки. Так была развязана Вторая крикская война 1836—1837 годов, в которой немногочисленные воины криков сопротивлялись тысячам солдат. Армия начала насильственное выселение индейцев на запад без какого-либо возмещёния за оставленную землю или имущество. «К середине зимы бесконечная, еле ковылявшая вереница более чем из 15 000 криков протянулась по всему Арканзасу от границы до границы».

#### Семинолы
Покупка Флориды у Испании в 1819 году открыла плодородные земли семинолов для белых американцев. В 1823 году в форте Моултри был подписан договор, по которому семинолы должны были оставить прибрежные территории и переселиться вглубь страны, то есть на болотистые земли центральной Флориды, мало пригодные для жилья. За согласие подписать этот договор семинольские представители получили крупные земельные участки на севере штата.
Весной 1832 года семинолы были собраны в Пейнз-Лендинг на реке Оклаваха. Агент по делам индейцев (чиновник, уполномоченный вести дела с индейцами от имени правительства США) предложил им перебраться на земли криков в Арканзасе и возвратить всех сбежавших рабов законным хозяевам, но не получил общего согласия. Однако, по заключенному там договору семинолы должны были переселиться, если делегация из семи вождей, осмотрев западные земли, сочла бы их пригодными для жилья. В марте 1833 года вожди подписали заявление о том, что территория пригодна, но по возвращении во Флориду отказались от него, сославшись на то, что на них оказали давление и что они в любом случае не имели права решать за все племена и фратрии.
В апреле 1834 года Сенат ратифицировал договор, дав семинолам год на то, чтобы перебраться на запад от Миссисипи. В том же году получил назначение новый индейский агент Уайли Томпсон. Он созвал семинольских вождей в октябре 1834 года и призвал их переселиться, но в ответ услышал отказ. Тогда Томпсон запросил военной помощи, и армия начала подготовку к депортации. В начале 1835 года президент Джексон пригрозил индейцам, что если они не уйдут на запад добровольно, их заставят военной силой. Несколько вождей согласились на переезд при условии отсрочки, остальные ответили отказом. Растущее сопротивление семинолов возглавил молодой вождь Оцеола. Начались вооруженные стычки между белыми и индейцами, переросшие во Вторую семинольскую войну, длившуюся до 1842 года, пока у семинолов не иссякли силы.
Судьба Оцеолы и практика переселения семинолов нашла отражение в известном романе Майн Рида «Оцеола, вождь семинолов».

### На севере
Северные индейцы (населявшие территорию современных штатов Огайо, Индиана, Иллинойс, Мичиган и Висконсин, а также северо-восточной части Миннесоты) были малочисленны и раздроблены по сравнению с южными, поэтому процесс заключения договоров и эмиграции проходил постепенно, небольшими группами. Племена шауни, оттава, потаватоми, сауков и фоксов подписали договоры и перебрались на Индейскую Территорию. В 1832 году вождь сауков Чёрный Ястреб возглавил группу сауков и фоксов, решивших вернуться на свои земли в Иллинойсе, что привело к войне, названной его именем — Война Черного Ястреба. Федеральные войска и иллинойсское ополчение разгромили индейскую армию.